# Mike Salmon (Rennfahrer)

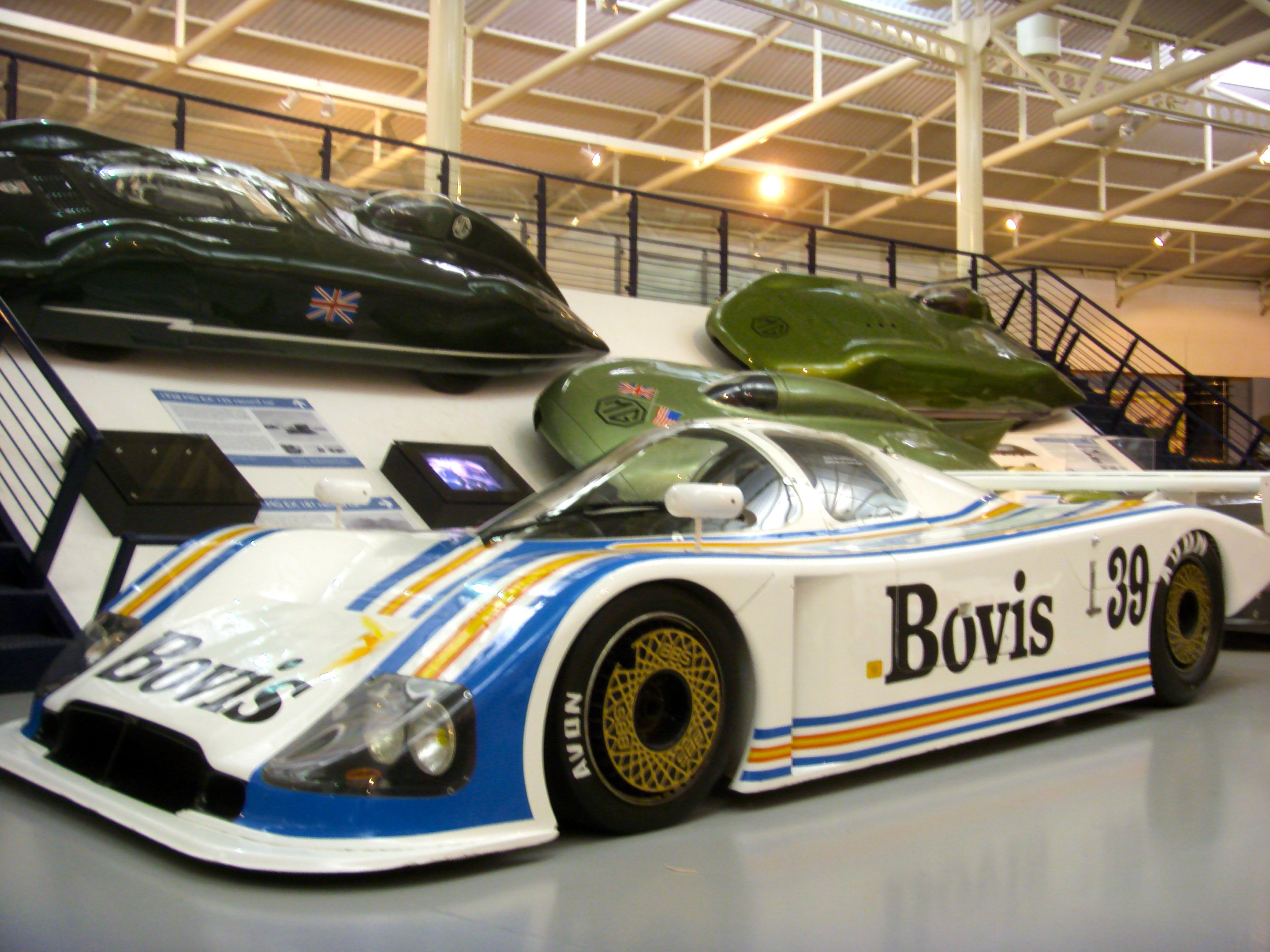
Der Nimrod NRA/C2 mit dem Mike Salmon 1982 beim 24-Stunden-Rennen von Le Mans am Start war

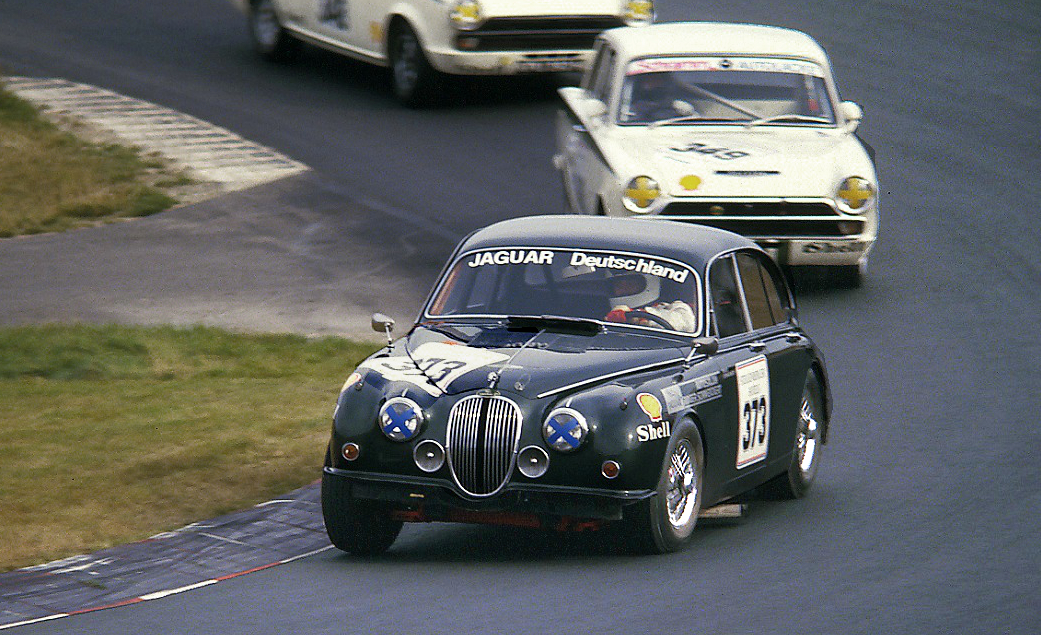
Mit einem Jaguar Mark 2 ging Salmon 1966 in der britischen Tourenwagen-Meisterschaft an den Start

Peter Michael Thomas „Mike“ Salmon (* 12. Oktober 1933 in Lausanne; † 13. Januar 2016 in Saint Helier) war ein britischer Autorennfahrer.

## Karriere
Mike Salmon hatte eine der längsten Karrieren im internationalen Motorsport, zumindest wenn es um den Zeitraum von seinem ersten bis zu seinem letzten Rennstart geht. Von 1955, als er bei einem nationalen Sportwagenrennen im schottischen Crimond hinter John Lawrence Zweiter wurde, bis 2008, als er beim 24-Stunden-Rennen von Silverstone ausfiel, dauerte dieser Zeitraum 53 Jahre. Die Karriere Salmons hatte zwei Phasen; die Erste von 1955 bis 1968, als er nach dem 24-Stunden-Rennen von Le Mans dieses Jahres, erstmals vom Rennsport zurücktrat und von 1977 bis 1984, als er in den Sportwagensport zurücktrat. Beim überraschenden Start in Silverstone 2008 war er eine lebende Legende für die Zuschauer und Journalisten seiner Generation und für die Jüngeren vor Ort völlig unbekannt.
Salmon war Touren- und Sportwagenpilot. Zu Beginn der 1960er-Jahre war er bereits erfolgreicher Tourenwagenpilot und ging bis 1966 regelmäßig in der British Touring Car Championship an den Start. Bei 112 Starts sowohl im Sport als auch im Tourenwagen konnte der Brite vier Gesamt- und 6 Klassensiege feiern. 24 beendete er Rennen auf dem Podium der ersten Drei. Seine erfolgreichste Rennsaison hatte er 1961, als er alle seine vier Rennsiege erreichte.
Sein Debüt beim 24-Stunden-Rennen von Le Mans gab er 1962. Einsatzwagen war ein sich in seinem Besitz befindlicher Aston Martin DB4 GT Zagato; sein Beifahrer war Landsmann Ian Baillie. Das Fahrzeug fiel nach 124 gefahrenen Runden wegen eines Zylinderschadens aus. Im folgenden Jahr ging er mit einem Ferrari 330LMB von Maranello Concessionaires mit Partner Jack Sears ins Rennen. Der fünfte Schlussrang war gleichzeitig der Klassensieg für GT-Fahrzeuge mit einem Hubraum zwischen 3- und 4-Litern. In dieser Phase seiner Karriere wurde er abseits von Le Mans 1965 gemeinsam mit Innes Ireland auf einem Ferrari 250LM Sechster beim 1000-km-Rennen von Monza und 1967 gemeinsam mit Jackie Oliver auf einem Ford GT40 Siebter beim 1000-km-Rennen von Spa-Francorchamps.
Mike Salmon war nach dem Ende des 24-Stunden-Rennens von Le Mans 1968 zurücktreten. Zur Rückkehr auf die Rennstrecke wurde er 1977 von Robin Hamilton bewegt. Hamilton, ein Aston-Martin-Händler, hatte mit Unterstützung des Werks ein Sportwagenprojekt begonnen und den erfahrenen Salmon als Fahrer gewonnen. Bis 1984 fuhr er vor allem in Le Mans und bei von Hamilton sehr selektiv ausgewählten Sportwagenrennen. In Le Mans war die beste Platzierung der siebte Endrang 1977. Die letzte Zielankunft seiner Karriere war der vierte Platz beim Thundersports Brands Hatch 1983.

## Statistik

### Le-Mans-Ergebnisse
| Jahr | Team                           | Fahrzeug                   | Teamkollege     | Teamkollege     | Platzierung            | Ausfallgrund       |
| ---- | ------------------------------ | -------------------------- | --------------- | --------------- | ---------------------- | ------------------ |
| 1962 | Mike Salmon                    | Aston Martin DB4 GT Zagato | Ian Baillie     |                 | Ausfall                | Zylinderschaden    |
| 1963 | Maranello Concessionaires Ltd. | Ferrari 330LMB             | Jack Sears      |                 | Rang 5 und Klassensieg |                    |
| 1964 | Mike Salmon                    | Aston Martin DP214         | Peter Sutcliffe |                 | Disqualifiziert        |                    |
| 1965 | Maranello Concessionaires      | Ferrari 250LM              | Lucien Bianchi  |                 | Ausfall                | Getriebeschaden    |
| 1966 | Maranello Concessionaires      | Ferrari Dino 206S          | David Hobbs     |                 | Ausfall                | Aufhängungsschaden |
| 1967 | John Wyer Automotive           | Ford GT40 Mk.I             | Brian Redman    |                 | Ausfall                | Wagenbrand         |
| 1968 | Strathaven Limited             | Ford GT40                  | Eric Liddell    |                 | Ausfall                | Getriebeschaden    |
| 1977 | SAS Robin Hamilton             | Aston Martin AM V8         | Robin Hamilton  | David Preece    | Rang 17                |                    |
| 1979 | Robin Hamilton                 | Aston Martin AM V8         | Robin Hamilton  | David Preece    | Ausfall                | Ölleck             |
| 1981 | Simon Phillips                 | Ferrari 512BB LM           | Steve Earle     | Simon Phillips  | Ausfall                | Chassis gebrochen  |
| 1982 | Viscount Downe Pace Petroleum  | Nimrod NRA/C2              | Ray Mallock     | Simon Philipps  | Rang 7                 |                    |
| 1983 | Viscount Downe Pace Petroleum  | Nimrod NRA/C2              | Ray Mallock     | Steve Earle     | Ausfall                | Motorschaden       |
| 1984 | Viscount Downe Aston Martin    | Nimrod NRA/C2B             | John Sheldon    | Richard Attwood | Ausfall                | Unfall             |

### Einzelergebnisse in der Sportwagen-Weltmeisterschaft
| Saison | Team                                                          | Rennwagen                                 | 1   | 2   | 3   | 4   | 5   | 6   | 7   | 8   | 9   | 10  | 11  | 12  | 13  | 14  | 15  | 16  | 17  | 18  | 19  | 20  | 21  | 22  |
| ------ | ------------------------------------------------------------- | ----------------------------------------- | --- | --- | --- | --- | --- | --- | --- | --- | --- | --- | --- | --- | --- | --- | --- | --- | --- | --- | --- | --- | --- | --- |
| 1962   | Mike Salmon                                                   | Aston Martin DB4                          | DAY | SEB | SEB | MAI | TAR | BER | NÜR | LEM | TAV | CCA | RTT | NÜR | BRI | BRI | PAR |     |     |     |     |     |     |     |
| 1962   | Mike Salmon                                                   | Aston Martin DB4                          |     |     |     |     |     |     |     | DNF |     |     | DNF |     |     |     |     |     |     |     |     |     |     |     |
| 1963   | Chris Kerrison Maranello Concessionaires                      | Ferrari 250 GT Ferrari 330LMB             | DAY | SEB | SEB | TAR | SPA | MAI | NÜR | CON | ROS | LEM | MON | WIS | TAV | FRE | CCE | RTT | OVI | NÜR | MON | MON | TDF | BRI |
| 1963   | Chris Kerrison Maranello Concessionaires                      | Ferrari 250 GT Ferrari 330LMB             |     |     |     |     |     |     | 8   |     |     | 5   |     |     |     |     |     |     |     |     |     |     |     |     |
| 1964   | Dawnay Racing Mike Salmon                                     | Aston Martin DP214                        | DAY | SEB | TAR | MON | SPA | CON | NÜR | ROS | LEM | REI | FRE | CCE | RTT | SIM | NÜR | MON | TDF | BRI | BRI | PAR |     |     |
| 1964   | Dawnay Racing Mike Salmon                                     | Aston Martin DP214                        | DNF |     |     |     | DNF |     |     |     | DNF |     |     |     | 13  |     |     |     |     |     |     |     |     |     |
| 1965   | Maranello Concessionaires Danway Racing                       | Ferrari 250LM Ferrari 250 GTO             | DAY | SEB | BOL | MON | MON | RTT | TAR | SPA | NÜR | MUG | ROS | LEM | REI | BOZ | FRE | CCE | OVI | NÜR | BRI | BRI |     |     |
| 1965   | Maranello Concessionaires Danway Racing                       | Ferrari 250LM Ferrari 250 GTO             |     |     |     |     | 6   | DNF |     | 6   | DNF |     |     | DNF |     |     |     |     |     |     |     |     |     |     |
| 1966   | David Piper Ronnie Hoare Maranello Concessionaires John Downe | Ferrari 365P2 Ford GT40 Ferrari Dino 206S | DAY | SEB | MON | TAR | SPA | NÜR | LEM | MUG | CCE | HOK | SIM | NÜR | ZEL |     |     |     |     |     |     |     |     |     |
| 1966   | David Piper Ronnie Hoare Maranello Concessionaires John Downe | Ferrari 365P2 Ford GT40 Ferrari Dino 206S |     |     |     |     | DNF | DNF | DNF |     |     |     |     |     | 4   |     |     |     |     |     |     |     |     |     |
| 1967   | Dawnay Racing JW Automotive                                   | Ford GT40                                 | DAY | SEB | MON | SPA | TAR | NÜR | LEM | HOK | MUG | BRH | CCE | ZEL | OVI | NÜR |     |     |     |     |     |     |     |     |
| 1967   | Dawnay Racing JW Automotive                                   | Ford GT40                                 |     |     |     | 8   |     |     | DNF |     |     |     |     |     |     |     |     |     |     |     |     |     |     |     |
| 1968   | Strathaven                                                    | Ford GT40                                 | DAY | SEB | BRH | MON | TAR | NÜR | SPA | WAT | ZEL | LEM |     |     |     |     |     |     |     |     |     |     |     |     |
| 1968   | Strathaven                                                    | Ford GT40                                 |     |     | 11  | DNF |     | 17  | DNF |     |     | DNF |     |     |     |     |     |     |     |     |     |     |     |     |
| 1979   | Robin Hamilton                                                | Aston Martin AMV8                         | DAY | SEB | TAL | MUG | DIJ | RIV | SIL | NÜR | LEM | PER | DAY | WAT | SPA | BRH | ROA | VAL | ELS |     |     |     |     |     |
| 1979   | Robin Hamilton                                                | Aston Martin AMV8                         |     |     |     |     |     | DNF |     |     |     |     |     |     |     |     |     |     |     |     |     |     |     |     |
| 1981   | Simon Phillips                                                | Ferrari 512 BB                            | DAY | SEB | MUG | MON | RIV | SIL | NÜR | LEM | PER | DAY | WAT | SPA | MOS | ROA | BRH |     |     |     |     |     |     |     |
| 1981   | Simon Phillips                                                | Ferrari 512 BB                            |     |     |     |     |     | DNF |     | DNF |     |     |     |     |     |     |     |     |     |     |     |     |     |     |
| 1982   | Viscount Downe                                                | Nimrod NRA/C2                             | MON | SIL | NÜR | LEM | SPA | MUG | FUJ | BRH |     |     |     |     |     |     |     |     |     |     |     |     |     |     |
| 1982   | Viscount Downe                                                | Nimrod NRA/C2                             |     | 6   |     | 7   | 11  |     |     | 9   |     |     |     |     |     |     |     |     |     |     |     |     |     |     |
| 1983   | Viscount Downe                                                | Nimrod NRA/C2                             | MON | SIL | NÜR | LEM | SPA | FUJ | KYA |     |     |     |     |     |     |     |     |     |     |     |     |     |     |     |
| 1983   | Viscount Downe                                                | Nimrod NRA/C2                             |     | 7   |     | DNF | DNF |     |     |     |     |     |     |     |     |     |     |     |     |     |     |     |     |     |
| 1984   | Viscount Downe                                                | Nimrod NRA/C2                             | MON | SIL | LEM | NÜR | BRH | MOS | SPA | IMO | FUJ | KYA | SAN |     |     |     |     |     |     |     |     |     |     |     |
| 1984   | Viscount Downe                                                | Nimrod NRA/C2                             |     | DNF | DNF |     |     |     |     |     |     |     |     |     |     |     |     |     |     |     |     |     |     |     |